# Lorenzo Burnet
Lorenzo Burnet (Amsterdam, 11 januari 1991) is een Nederlands voetballer van Surinaamse afkomst die doorgaans als verdediger speelt.

## Clubcarrière

### Ajax
Burnet begon met voetballen bij AVV Zeeburgia. In 2004 werd hij door Ajax gescout om te komen spelen in de Amsterdamse jeugdopleiding. Hij begon als linkervleugelverdediger in de B1, waarbij hij in een kampioenswedstrijd tweemaal scoorde. Hierna werd hij naar de beloften van Ajax gezet.

### FC Groningen
Burnet vertrok in het seizoen 2011/12 transfervrij naar FC Groningen. Hiervoor maakte hij op 6 augustus 2011 zijn debuut in het betaald voetbal, uit tegen Roda JC Kerkrade. Hij hield ploeggenoot Emil Johansson, die oorspronkelijk was gehaald als vervanger van Fredrik Stenman, uit de basis. Tegen Ajax en Feyenoord had hij een belangrijk aandeel in overwinningen van 1–0 en 6–0. Burnet werd in het seizoen 2013/2014 een aantal keren gestraft voor het niet bereikbaar zijn voor de club bij een oproep en het te laat komen op trainingen. In het seizoen 2014/15 won hij met FC Groningen de KNVB beker.

### Slovan Bratislava
Burnet was na het seizoen 2015/16 einde contract bij FC Groningen. Daarop tekende hij een verbintenis tot medio 2019 bij Slovan Bratislava, de nummer twee van Slowakije in het voorgaande seizoen. In zijn contract werd een optie voor nog een seizoen opgenomen. Burnet begon met Bratislava aan het nieuwe seizoen in een team met onder anderen landgenoten Ruben Ligeon, Lesley de Sa, Mitchell Schet en Joeri de Kamps. Op 28 juni 2016 maakte Burnet zijn officiële debuut voor Bratislava. Op die dag speelde Bratislava een uitwedstrijd in de eerste voorronde van de UEFA Europa League tegen het Partizan Tirana (0-0). Na zijn degradatie met N.E.C. keerde Burnet terug bij Slovan Bratislava. Daar werd zijn contract op 14 juni 2017 per direct ontbonden.

### N.E.C.
Op 10 januari 2017 maakte Slovan bekend dat het Burnet voor de rest van het seizoen verhuurde aan N.E.C.. Hij maakte op 6 maart 2017 zijn debuut voor de club. In de met 3-1 gewonnen thuiswedstrijd tegen Heracles Almelo werd hij na 25 minuten ingebracht voor André Fomitschow. Op 28 mei 2017 degradeerde hij met N.E.C. naar de Eerste divisie.

### Excelsior
Na ontbinding van zijn contract bij Slovan Bratislava werd in juni 2017 bekend dat Burnet een contract voor twee seizoenen tekende bij Excelsior. Hiermee degradeerde hij in het seizoen 2018/19 uit de Eredivisie.

### FC Emmen
Burnet tekende in juni 2019 een contract tot medio 2020 bij FC Emmen, dat zich in het voorgaande seizoen handhaafde in de Eredivisie. In zijn verbintenis werd een optie voor nog een seizoen opgenomen. Op 3 augustus maakte Burnet zijn debuut voor Emmen in de seizoensouverture tegen zijn oude club FC Groningen (1-0 nederlaag). Hij speelde 21 wedstrijden voordat het seizoen abrupt werd beëindigd vanwege de coronapandemie. Zijn optie om zijn contract te verlengen werd niet gebruikt en medio 2021 liep zijn contract af.

### HB Køge
In oktober 2020 sloot hij aan bij het Deense HB Køge dat uitkomt in de 1. division. Daar speelde hij echter maar tien wedstrijden. 

### Terug bij FC Emmen
In de zomer van 2021 keerde hij terug bij FC Emmen, dat het seizoen ervoor was gedegradeerd naar de Eerste Divisie. Op 17 september maakte hij zijn eerste doelpunt voor Emmen in de 2-1 overwinning op NAC Breda. Met Burnet als vaste linksback werd Emmen dat seizoen kampioen en keerde het terug naar de Eredivisie. Dit keer werd het contract van Burnet wel met een jaar verlengd. Medio 2024 liep zijn contract af.

## Clubstatistieken
| Seizoen         | Club              | Competitie      | Competitie | Competitie | Beker | Beker | Europa | Europa | Overig | Overig | Totaal | Totaal |
| Seizoen         | Club              | Competitie      | Wed.       | Dlp.       | Wed.  | Dlp.  | Wed.   | Dlp.   | Wed.   | Dlp.   | Wed.   | Dlp.   |
| --------------- | ----------------- | --------------- | ---------- | ---------- | ----- | ----- | ------ | ------ | ------ | ------ | ------ | ------ |
| 2011/12         | FC Groningen      | Eredivisie      | 29         | 1          | 1     | 0     | —      | —      | —      | —      | 30     | 1      |
| 2012/13         | FC Groningen      | Eredivisie      | 26         | 1          | 2     | 0     | —      | —      | 2      | 0      | 30     | 1      |
| 2013/14         | FC Groningen      | Eredivisie      | 20         | 0          | 2     | 0     | —      | —      | 4      | 1      | 26     | 1      |
| 2014/15         | FC Groningen      | Eredivisie      | 9          | 1          | 2     | 0     | 2      | 0      | —      | —      | 13     | 1      |
| 2015/16         | FC Groningen      | Eredivisie      | 20         | 1          | 1     | 0     | 1      | 0      | 2      | 0      | 24     | 1      |
| 2016/17         | Slovan Bratislava | Fortuna Liga    | 8          | 0          | 0     | 0     | 3      | 0      | —      | —      | 11     | 0      |
| 2016/17         | →N.E.C.           | Eredivisie      | 9          | 0          | 0     | 0     | —      | —      | 4      | 0      | 13     | 0      |
| 2017/18         | Excelsior         | Eredivisie      | 4          | 0          | 0     | 0     | —      | —      | 0      | 0      | 4      | 0      |
| 2018/19         | Excelsior         | Eredivisie      | 29         | 0          | 1     | 0     | -      | -      | 0      | 0      | 30     | 0      |
| 2019/20         | FC Emmen          | Eredivisie      | 20         | 0          | 1     | 0     | -      | -      | 0      | 0      | 21     | 0      |
| 2020/21         | HB Köge           | 1.Division      | 10         | 0          | 0     | 0     | -      | -      | 0      | 0      | 10     | 0      |
| 2021/22         | FC Emmen          | Eerste Divisie  | 31         | 2          | 1     | 0     | 0      | 0      | 0      | 0      | 32     | 2      |
| 2022/23         | FC Emmen          | Eredivisie      | 19         | 0          | 0     | 0     | 0      | 0      | 4      | 1      | 23     | 1      |
| 2023/24         | FC Emmen          | Eerste Divisie  | 14         | 0          | 1     | 0     | 0      | 0      | 0      | 0      | 14     | 0      |
| Carrière totaal | Carrière totaal   | Carrière totaal | 248        | 6          | 12    | 0     | 6      | 0      | 16     | 2      | 281    | 8      |

## Erelijst

### MetFC Groningen
| Competitie         | Aantal | Jaren   |
| ------------------ | ------ | ------- |
| Winnaar KNVB beker | 1x     | 2014/15 |

### MetFC Emmen
| Nationaal      |    |         |
| Eerste divisie | 1x | 2021/22 |